# Кальдероне, Марина Эльвира
Марина Эльвира Кальдероне (итал. Marina Elvira Calderone; род. 30 июля 1965, Бонорва) — итальянский политик. Министр труда и социальной политики Италии (с 2022).

## Биография
Родилась 30 июля 1965 года в Бонорве. Окончила Университет Кальяри по специальности «экономика транснациональных компаний». Получила степень магистра в области управления бизнесом.
В 1994 году стала консультантом по трудовым отношениям. Основала вместе с мужем, коллегой по профессии, консалтинговую компанию «Calderone & De Luca ST». Работала в Национальном совете сообщества консультантов по трудовым отношениям. С 2005 по 2022 год являлась его председателем. С 2014 по 2020 год состояла в совете директоров компании «Finmeccanica» (ныне — «Leonardo»).
С 2009 по 2022 год являлась также президентом Постоянного комитета по профессиональным организациям и колледжам.
С 2015 по 2022 год являлась членом Европейского социально-экономического комитета.
С 2021 по 2022 год являлась вице-президентом Итальянской профессиональной Ассоциации.
22 октября 2022 года было сформировано правительство Мелони, в котором Кальдероне получила портфель министра труда и социальной политики.